# Thagria tridentia
Thagria tridentia är en insektsart som beskrevs av Nielson 1977. Thagria tridentia ingår i släktet Thagria och familjen dvärgstritar. Inga underarter finns listade i Catalogue of Life.